# Bulimundo
Bulimundo ist eine kapverdische Weltmusik-Band.

## Geschichte
In den frühen achtziger Jahren fand auf den Kapverden eine musikalische Revolution statt. Nachdem Kap Verde 1975 die Unabhängigkeit erlangt hatte, stellten die Band Bulimundo und ihr Anführer Carlos Alberto Martins (Katchas) den Kapverdianern ihre elektrische Version von Funaná (einer lokalen Musikrichtung) vor. Diese kulturelle Schockwelle führte die Gruppe zu einem Erfolg, der bis heute anhält. 1980 trat die Gruppe erstmals im Ausland in Frankreich und Holland auf. Der Gründer der Gruppe, Katchás, starb bereits 1989. Nach 1997 trennte sich die Gruppe hat sich aber 2017 wieder zusammengefunden.

## Besetzung
- Carlos Alberto Martins (Gitarre, bis 1989)
- Adalberto Lopes (Dabs) (Keyboard, Gesang)
- Antero dos Santos (Tey) (Schlagzeug)
- António Silveira (Nonó) (Saxofon, Gesang)
- Ebrantino Costa (Gesang)
- Emanuel Fernandes (Zeca di Nha Reinalda) (Gesang)
- José Mário dos Reis (Zé Mário) (Gesang)
- José Rolando Furtado (Lulan) (Gitarre, Gesang)
- Manuel Pereira (Manel di Candinho) (Gitarre)
- Osvaldo Lima (Néné) (Saxofon, Gesang)
- Silvestre Alfama (Silva) (Kontrabass)

## Diskografie
- 1982: Mundo Ka Bu Kaba
- 1983: Êxodo
- 1984: Compasso Pilon
- 1991: Na Kal Qui Bu Ta Linha
- 1997: Ta N’Deria Ka ta Kai